# Distributeur 2/2
 (février 2019).
Si vous disposez d'ouvrages ou d'articles de référence ou si vous connaissez des sites web de qualité traitant du thème abordé ici, merci de compléter l'article en donnant les références utiles à sa vérifiabilité et en les liant à la section « Notes et références ».
Pour les articles homonymes, voir Distributeur.
Dans le domaine de l'automatisme, un distributeur 2/2 est un distributeur associant deux conduites suivant deux configuration pilotables.
Sa particularité est de maintenir une conduite dites de sortie sous pression après retour en case fermé, ce qui constitue un effet mémoire; il faut donc lui associer un autre composant pour le réarmement (vidange de conduite).
De nombreux composants pneumatiques ne présentant que deux orifices connectables sont souvent munis d'un troisième dont on identifie l'existence au bruit d'échappement: il s'agit alors de distributeurs de type 3/2.